# Mundeldingen
Mundeldingen ist ein Ortsteil der Gemeinde Oberstadion im Alb-Donau-Kreis in Baden-Württemberg. Das Dorf liegt circa einen Kilometer nordöstlich von Oberstadion. Es wird durch eine Talaue von Oberstadion getrennt.

## Geschichte
Mundeldingen wird um 1267 erstmals urkundlich genannt. Ein Ortsadel von Mundeldingen ist um 1267 bis um 1400 erwähnt. Die Herrschaft war später österreichisches Lehen der Herren von Stadion, das diesen 1469 übereignet wurde.
1805 kam der ritterschaftliche Ort an Württemberg, wo er dem Oberamt Ehingen unterstellt wurde. 1811 wurde die Schultheißerei Mundeldingen unter Einschluss von Mühlhausen gebildet.
Im Zuge der Gemeindegebietsreform in Baden-Württemberg wurde am 1. Januar 1972 Mundeldingen mit dem Ortsteil Mühlhausen nach Oberstadion eingemeindet.